# Арбатов Георгій Аркадійович
Георгій Аркадійович Арбатов (19 травня 1923, Херсон Українська РСР — 1 жовтня 2010, Москва, Росія) — російський політолог, учений-американіст. Член Центральної Ревізійної Комісії КПРС у 1971—1976 роках. Кандидат у члени ЦК КПРС у 1976—1981 роках. Член ЦК КПРС у 1981—1991 роках. Депутат Верховної Ради СРСР 9—11-го скликань. Народний депутат СРСР у 1989—1991 роках.

## Родина
Батько — Аркадій Михайлович Арбатов (1900—1954). Мати — Ганна Василівна Арбатова (Дзун) (1901—1977). Син Арбатов Олексій Георгійович (1951), російський вчений і політичний діяч.
Батько закінчив ремісниче училище в Одесі, працював металістом-модельником на одному з заводів. У 1918 вступив в партію більшовиків, брав участь в Громадянській війні. Працював директором консервного заводу. У 1930 його направили на роботу в торгове представництво СРСР в Німеччині, де разом з ним жила сім'я. З 1935 року Аркадій Михайлович Арбатов був співробітником Наркомату зовнішньої торгівлі. Проте в роки репресій був вигнаний і влаштувався на роботу заступником директора Бібліотеки імені Леніна з адміністративної частини. У 1941 його все ж таки заарештували і засудили на 8 років. Проте через декілька місяців відбувся новий суд, і в грудні 1942 батька виправдали. Надалі він посідав посаду директора будівельної контори Міністерства лісового господарства РРФСР.

## Участь у війні
Георгій Арбатов закінчив 1-ше Московське артилерійське училище імені Красіна в кінці 1941. Брав участь в Параді на Червоній площі 7 листопада 1941. Як бойовий офіцер гвардійських мінометних частин Калінінського, Степового, Воронезького, 1-го і 2-го Українських фронтів брав участь в битвах Німецько-радянської війни спочатку на посаді начальника розвідки гвардійського мінометного дивізіону, командира батареї, заступника командира дивізіону, а потім помічника начальника штабу полку 17-го Гвардійського мінометного полку. За бойові заслуги був нагороджений багатьма орденами і медалями, зокрема в 1943 орденом Червоної Зірки. Влітку 1944 був демобілізований як інвалід Вітчизняної війни 2-ї групи.

## Освіта
Закінчив МГІМО МЗС СРСР в 1949 (спеціальність «міжнародне право») заочну аспірантуру МГІМО в 1954. Кандидатська дисертація: «Ідеологічна роль держави» (1958). Докторська дисертація: «Ідеологічна боротьба в сучасних міжнародних відносинах» (1964). Доктор історичних наук, професор, академік АН СРСР (потім РАН).

## Журналістика
З 1949 старший науковий редактор у Видавництві іноземної літератури. Надалі працював в періодичних виданнях: завідувачем відділу в журналах «Питання філософії» (1953—1957), «Новий час» (1957—1959), консультантом в журналі «Комуніст» (1959—1960), оглядачем журналу «Проблеми миру і соціалізму» (1960—1963).

## Наукова діяльність
У 1963—1964 рр. працював завідувачем сектора Інституту світової економіки і міжнародних відносин Академії наук СРСР. У 1964—1967 роках працював у апараті ЦК КПРС.
У 1967—1995 рр. директор Інституту США і Канади АН СРСР/РАН (ІСКРАН). Засновник цієї наукової установи, перетворив його на найбільший науковий центр, що здійснює комплексні дослідження політичних, військових, економічних і соціальних проблем США і Канади. Під його керівництвом і безпосередній участі в країні була створена російська школа американістики, їм підготовлено 36 кандидатів і 14 докторів наук.
З 1995 почесний директор ІСКРАН. Радник Російської академії наук. Член Російської асоціації міжнародних досліджень.
В рамках Наукової ради з комплексного вивчення проблем США, головою якого він є, здійснюється ряд сумісних наукових досліджень з вченими США, Німеччини та ін. Ініціатор і організатор щорічних російсько-американських зустрічей по проблемах розвитку двосторонніх відносин, забезпечення міжнародної безпеки і шляхів вирішення міжнародних конфліктів.

## Політична діяльність
У 1964—1967 консультант, потім керівник групи консультантів відділу ЦК КПРС. Обирався членом ЦК КПРС, депутатом Верховної Ради СРСР, народним депутатом СРСР (1989—1991; від Академії наук); був експертом Державної думи; членом Ради із зовнішньої політики МЗС РФ (1991—1996); головою Асоціації сприяння ООН (1985—1997).
Неодноразово брав участь в зустрічах на вищому рівні голів держав СРСР і США з питань роззброєння.

## Праці
Автор більше 100 авторських і колективних монографій загальний тираж яких перевищує 2 мільйони екземплярів, опублікованих 10 мовами країн світу, зокрема:
- Ідеологічна боротьба в сучасних міжнародних відносинах. Доктрина, методи і організація зовнішньополітичної пропаганди імперіалізму. М., 1970;
- Глобальна стратегія США в умовах науково-технічної революції. М., 1979 (відпов. редактор і соавт).
- Вступаючи у 80-ті. М., 1981;
- Свідоцтво сучасника. М., 1991 (англ. пер.: The System. An Insiders Life in Soviet Politics. N.Y., 1992, 1993; німий. пер. 1993; кит. пер. 1998);
- Суспільна наука і політика. М., 1998.
- Порядок денний російсько-американських відносин. М., 1999.

Цілий ряд його праць використовується як підручники на історичних факультетах і факультетах журналістики провідних вузів Росії і СНД. Його книга «Людина системи» (2002) мемуари безпосереднього учасника багатьох найважливіших подій, пов'язаних з розвитком відносин між двома супердержавами СРСР і США, людини, особисто знайомого з багатьма політиками світового масштабу.

## Нагороди
Нагороджений двома орденами Леніна, орденами Жовтневої Революції, Вітчизняної війни I ступеня, Червоної Зірки, двома орденами Трудового Червоного Прапора, орденом «Знак Пошани», багатьма медалями. У червні 2005 був нагороджений орденом «За заслуги перед Вітчизною» III ступеня. Йому привласнено звання почесного громадянина міста Черкаси, у звільненні якого він брав участь.